# Ворожба (село)
Воро́жба —  село в Україні, у Лебединській міській громаді Сумського району Сумської області. Населення становить 1638 осіб. До 2020 орган місцевого самоврядування — Ворожбянська сільська рада.

## Географія
Село Ворожба знаходиться на березі річки Ворожба і на правому березі річки Псел. Вище за течією річки Ворожба на відстані 1,5 км розташовані села Лободівщина і Басівщина, нижче за течією примикає село Ступки, на протилежному березі річки Псел — село Патріотівка. Річки в цьому місці звивисті, утворюють лимани, стариці і заболочені озера. Через село проходить автомобільна дорога Т 1909.

## Історія
Перша згадка про село Ворожба сягає 1654 року.
За даними на 1864 рік у казенній слободі Сумська Ворожба, центрі Ворожбинської волості Лебединського повіту Харківської губернії, мешкало 5049 осіб (2500 чоловічої статі та 2549 — жіночої), налічувалось 625 дворових господарств, існували православна церква.
Станом на 1914 рік кількість мешканців села зросла до 8805 осіб.
Під час організованого радянською владою Голодомору 1932—1933 років померло щонайменше 793 жителі села.
12 червня 2020 року, відповідно до Розпорядження Кабінету Міністрів України № 723-р «Про визначення адміністративних центрів та затвердження територій територіальних громад Сумської області», увійшло до складу Лебединської міської територіальної громади.
19 липня 2020 року, після ліквідації Лебединського району, село увійшло до Сумського району.

## Населення
Згідно з переписом УРСР 1989 року чисельність наявного населення села становила 1846 осіб, з яких 818 чоловіків та 1028 жінок.
За переписом населення України 2001 року в селі мешкало 1628 осіб.

### Мова
Розподіл населення за рідною мовою за даними перепису 2001 року:
| Мова       | Відсоток |
| ---------- | -------- |
| українська | 94,44 %  |
| російська  | 5,37 %   |
| вірменська | 0,06 %   |
| молдовська | 0,06 %   |

## Природоохоронні території
- Дружба — гідрологічний заказник місцевого значення.
- Ворожбянський — ландшафтний заказник місцевого значення.

## Відомі люди
У Ворожбі народились:
- Василь Григорович Кричевський (1872) — український художник, творець Герба України
- Дмитро Костюк (1965) — музичний продюсер.
- Ліфенко Дмитро Йосипович — український кінооператор.
- Нікуліщев Володимир Михайлович — український радянський партійний діяч, 2-й секретар Чернігівського обкому КПУ, голова Чернігівського облвиконкому. Депутат Верховної Ради УРСР 9—10-го скликань. Кандидат у члени ЦК КПУ в 1981—1986 р.
- Герман Іван Мойсейович — радянський льотчик.